# Kmeťovo
Kmeťovo (bis 1948 slowakisch „Ďorok“; ungarisch Gyarak) ist eine Gemeinde im Westen der Slowakei mit 809 Einwohnern (Stand 31. Dezember 2024), die zum Okres Nové Zámky, einem Kreis des Nitriansky kraj, gehört.

## Geographie

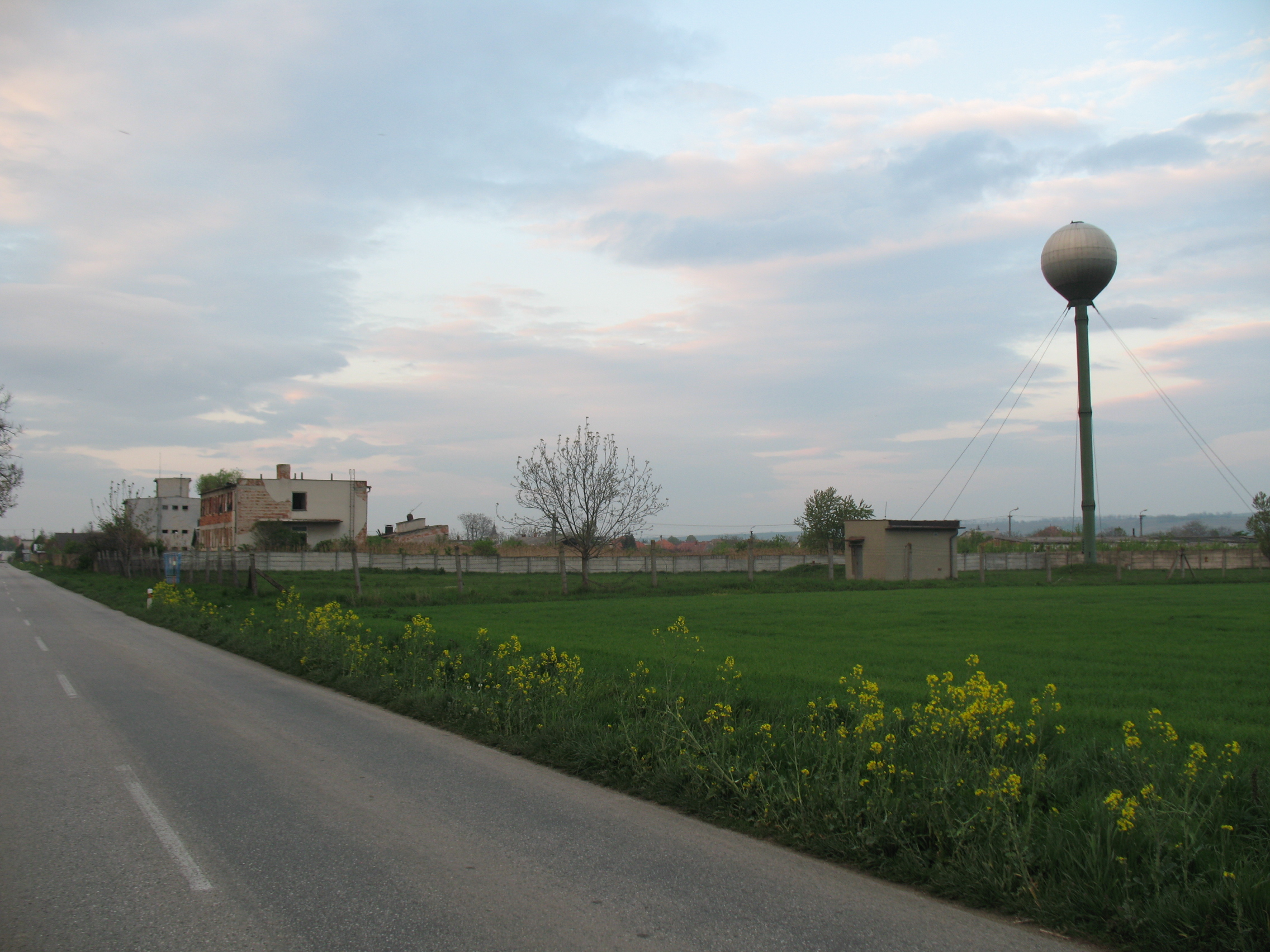
Wasserturm bei Kmeťovo

Die Gemeinde befindet sich im slowakischen Donautiefland, genauer im Südteil des Hügellands Žitavská pahorkatina, am rechten Ufer der Žitava. Das leicht hügelige Gemeindegebiet ist überwiegend durch Schwarzböden bedeckt und gut für Landwirtschaft geeignet. Das Ortszentrum liegt auf einer Höhe von 134 m n.m. und ist 10 Kilometer von Vráble, 27 Kilometer von Nové Zámky sowie 29 Kilometer von Nitra entfernt.
Nachbargemeinden sind Michal nad Žitavou im Norden, Maňa im Osten und Süden sowie Černík im Westen.

## Geschichte

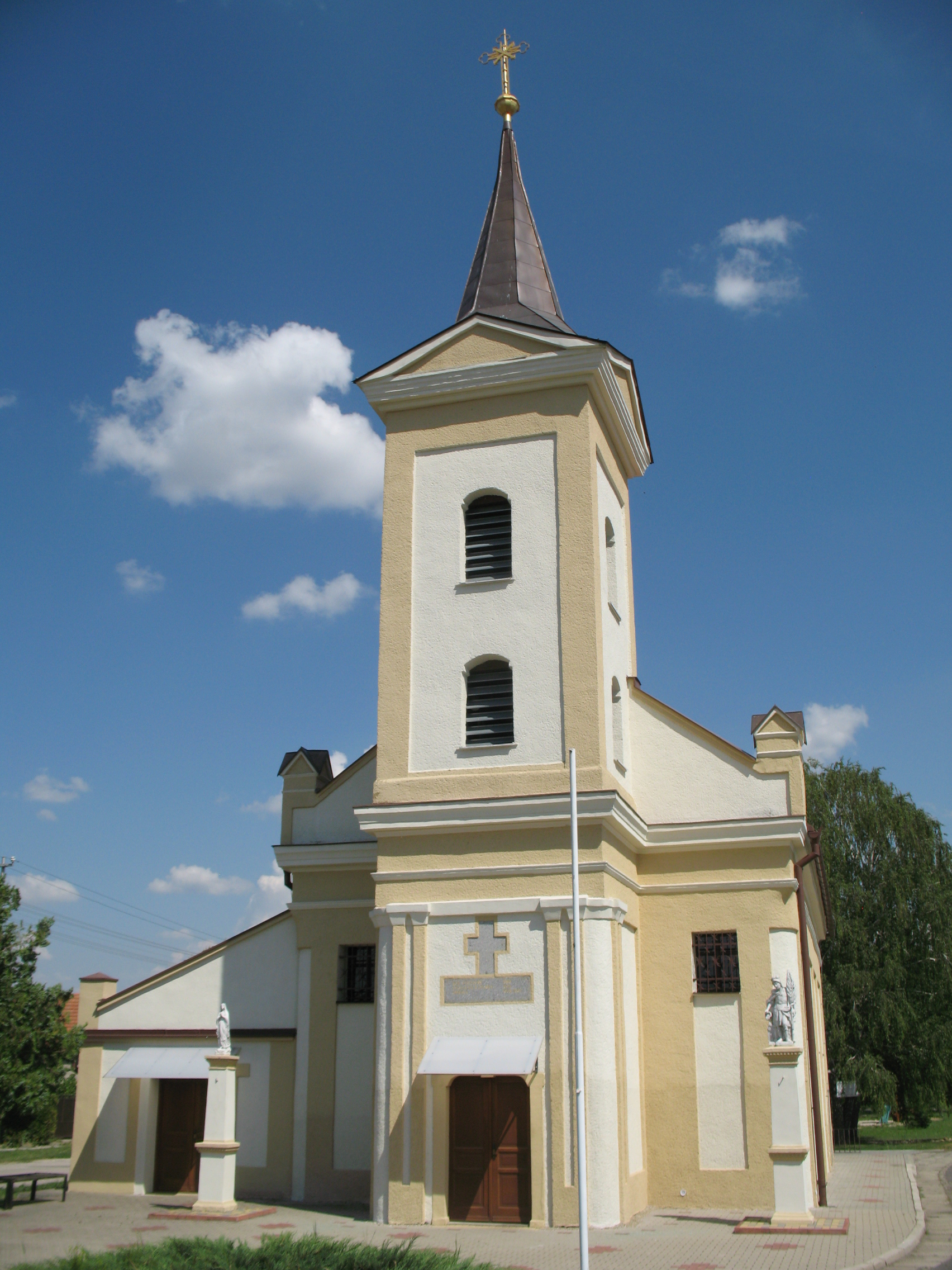
Kirche

Der Ort wurde zum ersten Mal 1214 als Girok beziehungsweise Gyrok schriftlich erwähnt und war zuerst Teil des Herrschaftsgebiets der Burg Szolgagyőr (slowakisch Posádka) bei der heutigen Gemeinde Dvorníky. 1295 wurde das Dorf Besitz des Erzbistums Gran, dann gehörte es ab 1386 zum Herrschaftsgut der Burg Ghymes bei Jelenec. Die Einwohner waren einfache Untertanen, die in den umliegenden Orten ihren Herren den Frondienst zu leisten hatten. Zwischen 1571 und 1573 wurde Gyarak von den Türken verwüstet und danach auf dem rechten statt auf dem linken Ufer der Žitava gebaut. 1828 zählte man 69 Häuser und 485 Einwohner, die als Landwirte beschäftigt waren.
Bis 1918/1919 gehörte der im Komitat Neutra liegende Ort zum Königreich Ungarn und kam danach zur Tschechoslowakei beziehungsweise heute Slowakei. Auf Grund des Ersten Wiener Schiedsspruchs lag er 1938–1945 noch einmal in Ungarn.
1948 erhielt der Ort den heutigen Namen zu Ehren des slowakischen Botanikers Andrej Kmeť.

## Bevölkerung
| Jahr                | 1994 | 2004    | 2014    | 2024    |
| ------------------- | ---- | ------- | ------- | ------- |
| Anzahl der Personen | 949  | 960     | 873     | 809     |
| Unterschied         |      | +1,15 % | −9,06 % | −7,33 % |

| Jahr                | 2023 | 2024    |
| ------------------- | ---- | ------- |
| Anzahl der Personen | 812  | 809     |
| Unterschied         |      | −0,36 % |

Nach der Volkszählung 2011 wohnten in Kmeťovo 902 Einwohner, davon 884 Slowaken sowie jeweils ein Magyare, Mährer und Russe. 15 Einwohner machten keine Angabe zur Ethnie.
828 Einwohner bekannten sich zur römisch-katholischen Kirche, neun Einwohner zu den Zeugen Jehovas, jeweils zwei Einwohner zur apostolischen Kirche und zur Pfingstbewegung sowie jeweils ein Einwohner zur Bahai-Religion und zur griechisch-katholischen Kirche. 24 Einwohner waren konfessionslos und bei 35 Einwohnern wurde die Konfession nicht ermittelt.

## Bauwerke
- römisch-katholische Kirche Maria vom Rosenkranz aus dem Jahr 1882